# HŠK Viktorija Koprivnica
Hrvatski športski klub Viktorija Koprivnica bio je hrvatski sportski klub iz Koprivnice.
Bio je rival koprivničkog kluba Slavena.

## Povijest
Klub su 1918. osnovali Josip Gaži, Rudolf Kravarić, Jakob Rosenberg i Dragutin Solar. Prvu nogometnu utakmicu odigrao je 7. rujna 1919. protiv Podravca iz Virja od kojeg je izgubio 3:4. Postao je članom Zagrebačkog nogometnog podsaveza 17. svibnja 1920. Godine 1925. imao je biciklističku, lakoatletsku i nogometnu sekciju. Klub je ugašen 1926. zbog dugova.